# Osterspiel von Muri

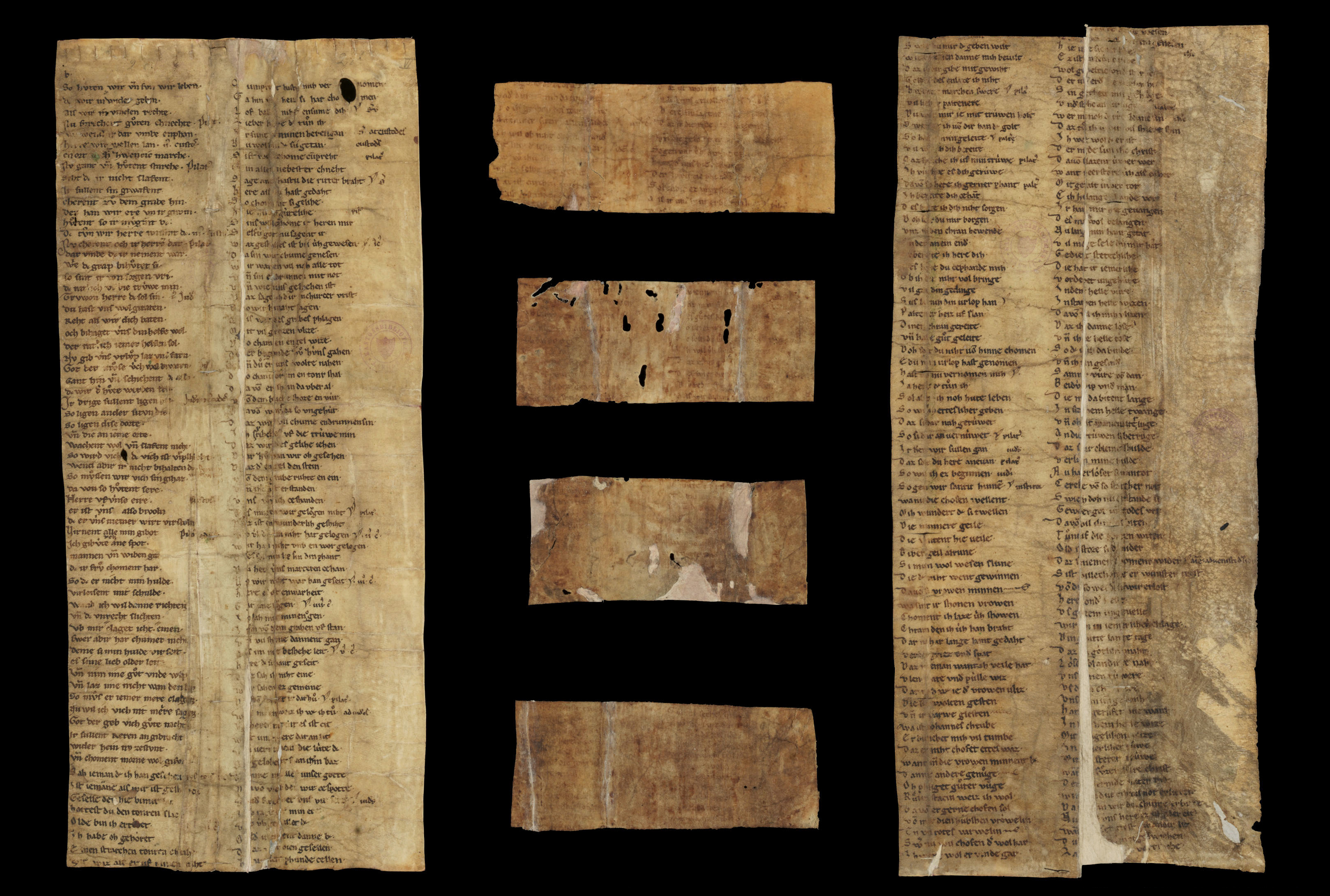
Vorderseite des Osterspiel von Muri

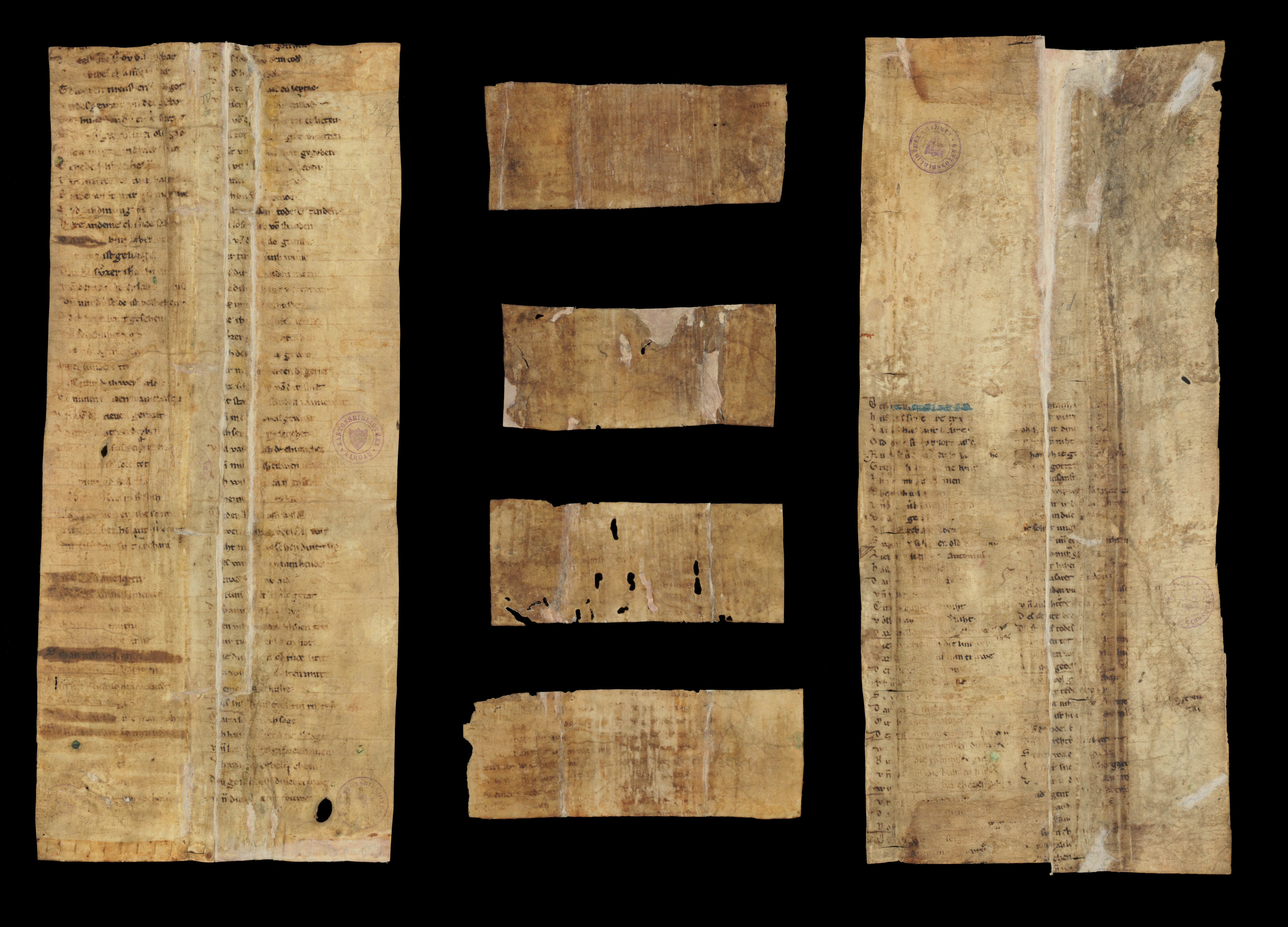
Hinterseite des Osterspiel von Muri

Das Osterspiel von Muri ist ein nur in wenigen Fragmenten erhaltenes unvollständiges Osterspiel, das 1840 als Verstärkung der lederüberzogenen Holzdeckel einer zweibändigen Vulgata-Ausgabe im Kloster Muri entdeckt wurde.

## Hintergrund
1840 entdeckte Theodor Oehler die Bruchstücke des Osterspiels im Einband einer zweibändigen Vulgata-Ausgabe der Klosterbibliothek von Muri. Das Pergament, das ursprünglich eine lange zweispaltig und doppelseitig beschriebene Rolle war (vgl. das Faksimile auf e-codices), wurde in Streifen geschnitten und als Verstärkung für den Einband verwendet. Die Vulgata-Ausgabe, ein Wiegendruck aus dem Frühjahr 1466 hatte Heinrich Eggestein in Straßburg gedruckt.
Die beiden Bände hatten wohl einem Jacob Gelinger gehört, einem Geistlichen, der in der Vulgata-Bibel zahlreiche Randnotizen und auf der letzten Seite von Band 2 auch einen Besitzernachweis hinterließ. Dort zu lesen ist "1527 Dominus Jacobus Gelinger alias Erni". Die Vulgata-Bibel wurde wohl noch vor 1527 gebunden, wobei dann auch die Osterspielfragmente Verwendung fanden. Nach diesem Zeitpunkt gelangten die Bände in den Besitz des Klosters Muri, worauf ein entsprechender Besitznachweis "Monasterii Murensis" noch aus dem 16. Jahrhundert hinweist.
Nach der Klosteraufhebung von 1841 kamen u. a. die umfangreichen Bibliotheken aus den Klöstern Wettingen und Muri – und damit sowohl die zweibändige Bibel wie auch das Osterspiel – in die Aargauer Kantonsbibliothek.
Das Osterspiel von Muri ist vermutlich Mitte des 13. Jahrhunderts (1240–50) entstanden und ist in hochalemannischer Sprache geschrieben. Die Aufzeichnung des Osterspiels umfasste nur die deutschen Verse, es werden keine Regieangaben oder die gesungenen lateinischen Stücke verzeichnet. Wie Rolf Bergmann nachgewiesen hat, bedeutet das nicht, dass es sich um ein reines Rededrama ohne lateinische oder musikalische Elemente handelte, sondern nur, dass die Pergamentrolle diese Angaben nicht verzeichnete. Möglicherweise war sie für den Regisseur oder Souffleur des Textes bestimmt.
Gemäss Heidy Greco-Kaufmann zeigt die Verbindung verschiedener Lebenssphären im Spiel (klerikale, höfische, stadtbürgerliche), dass der Autor sowohl mit theologischer als auch mit geistlicher Literatur vertraut gewesen sein muss. Die hochalemannische Sprache deutet zudem auf eine Entstehung im Raum Zürich/Aargau hin. In Zürich fanden nachweisbar zu Ostern ausgiebige Feiern mit szenischem Spiel statt. Anhand dieser Hinweise  ist eine Entstehung des Osterspiels von Muri im Umfeld des Zürcher Chorherrenstifts am Grossmünster plausibel.
Für die Entstehung des Osterspiels in der damaligen Reichsstadt Zürich spricht zudem die Tatsache, dass der oben genannte Jakob Gelinger (oder Geilinger, ein noch blühendes Zürcher Geschlecht) im Jahr 1504 als Kaplan am Grossmünster Zürich nachgewiesen ist. Aus der Zeit um 1500 und ebenfalls aus Zürich stammt der Lederband der zweibändigen Bibel, deren Holzdeckel mit dem Verschnitt des Osterspiel gepolstert worden sind. Jakob Geilinger amtete zuletzt 1525 als Messpriester in Albisrieden, verweigerte sich der Reformation und wanderte aus, vielleicht ins Kloster Muri. Der Text des Osterspiels hat demnach nichts zu tun mit Muri. Die dortigen Mönche hätten im 13. Jahrhundert weder das Publikum noch die nötigen Schauspieler gehabt: Krämer, drei Marien, Ritter, Diener, Pilatus, die Juden, die Wächter, die Teufel in der Hölle. Es handelt sich um ein religiöses Schauspiel bürgerlicher Darsteller vor großem städtischem Publikum. Als Aufführungsort kommt vor allem der Münsterhof, der grösste Stadtplatz in Zürich, in Frage.

## Edition
Für die Edition wurden die Pergamentstreifen mit dem Text des Osterspiels von den Holzdeckeln abgelöst. Dass dabei auf dem Holz Schriftspuren zurückblieben, erleichterte später die Arbeit der Editoren, die auf dem Pergament allein einige Stellen nicht mehr entziffern konnten. Eine erste Edition erfolgte 1846 durch Karl Oehler, den Bruder des Entdeckers in Aarau. 1863 gaben Karl Bartsch und 1937 Eduard Hartl das Osterspiel heraus, wobei jeweils verschiedene Fehler der Edition verbessert wurden. Friedrich Ranke, Germanist an der Basler Universität, besorgte schließlich 1944 die erste selbstständige und wissenschaftlichen Ansprüchen genügende Ausgabe des Osterspiels.

## Ausgaben
- Das Osterspiel von Muri. Faksimiledruck der Fragmente und Rekonstruktion der Pergamentrolle. Text des Osterspiels nach der Ausgabe von Friedrich Ranke. Übersetzung von Max Wehrli. Hrsg. unter dem Patronat des Regierungsrates des Kantons Aargau. Basel 1967.
- Das Osterspiel von Muri Faksimile auf e-codices, virtuelle Handschriftenbibliothek der Schweiz. Osterspiel von Muri
- Das Osterspiel von Muri Textausgabe mit englischer Einleitung von Nigel F. Palmer, aktualisiert Februar 2015 von Henrike Lähnemann auf dem Weblearn-Server der Universität Oxford, Osterspiel von Muri